# 英国铁路374型电力动车组
英國鐵路374型電聯車（英語：British Rail Class 374）又稱歐洲之星320型（Eurostar 320）或歐洲之星E320型（Eurostar E320），是歐洲之星集團的一款高速電聯車型號，于2015年投入英法海底隧道運行，以作為現有TGV列車（373型）的補充。已訂購的10組列車按320公里/小時的最高速度設計，並且是西門子鐵路系統基於Velaro平台開发的第五款變體。這些列車將會獲得在英國、法國、比利時及荷蘭運行的適航許可證。德國則未對其頒发相應的適航證，因為德國鐵路擬提供自身的列車服務（德国铁路407型电力动车组）穿越英吉利海峽。
歐洲之星既有的373型電聯車是自英法海底隧道於1993年通車以來便投入使用，因此並不滿足歐盟的兼容性技術規範要求。373型電聯車僅限於連接英國、法國及比利時的路網，因為它們無法用於德國的15千伏交流電系統或荷蘭的1.5千伏直流電系統。

## 技術資料
全長390公尺的374型電聯車由兩節端部車廂及十四節中部車廂組成，它們均為鋁製材質，並且相互連通。每組列車都搭載有4副集電弓，以滿足1.5千伏或3千伏直流電或25千伏交流電的電氣化鐵路運行需求。此外，列車也可選配安裝對應德國15千伏交流電的額外4副集電弓。

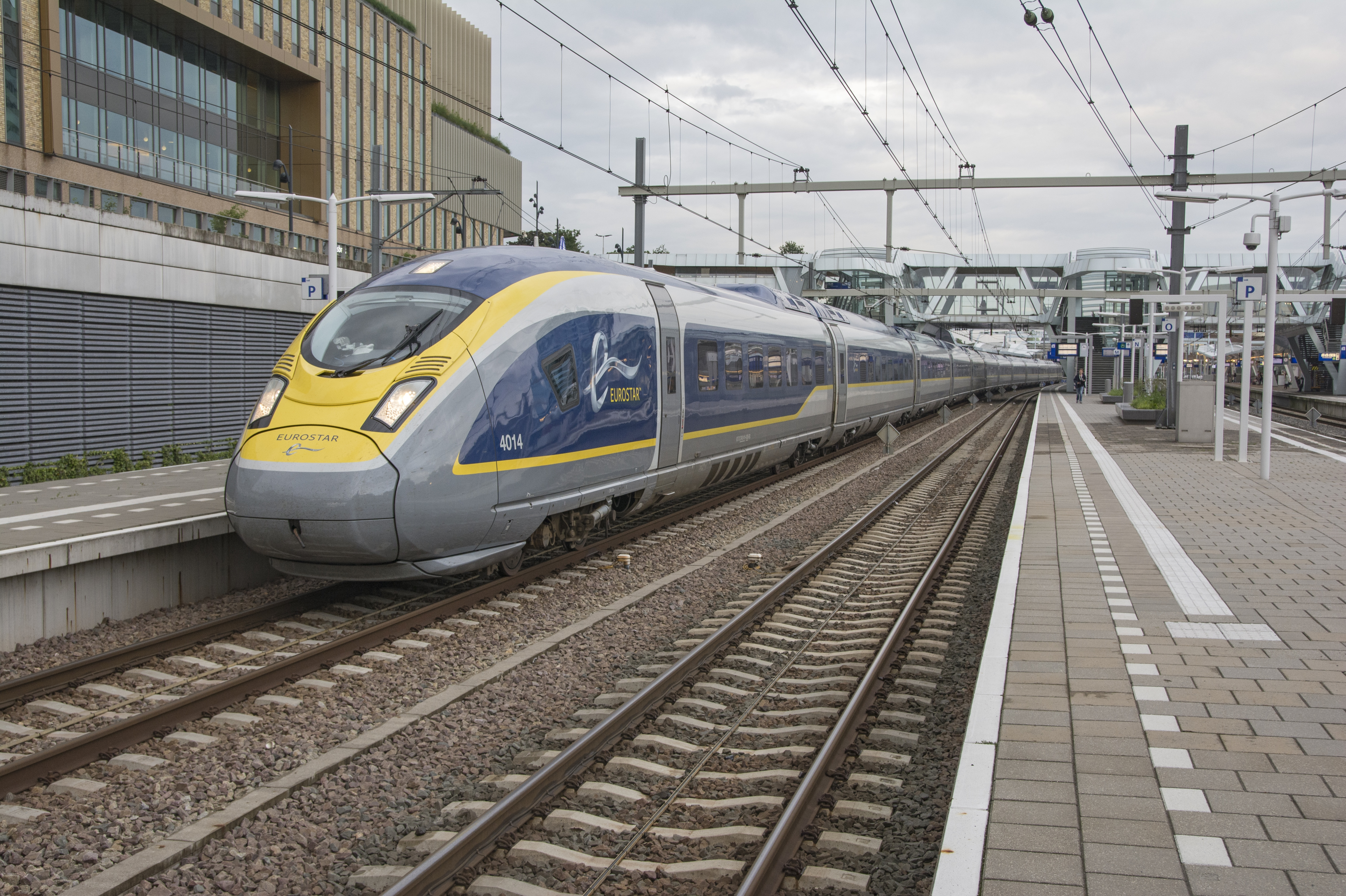

該電聯車是根據西門子Velaro平台採用動力分散式技術，傳動裝置被分布於列車的多個輪軸之中。8號及9號車廂的車廂連接處裝備了特殊的車鉤，可使列車兩半易於分離。每半組列車均為獨立驅動，使得列車可以在其中一個半車失效的情況下仍由另一半車保持運行。然而，它無法像其它Veralo列車一樣以八節編組的半車形式獨立運行。相比之下，穿越英法海底隧道的原有TGV列車（373型）則為純粹的動力集中式列車。

## 裝備
374型電聯車將可提供900個座席的載客量及320公里/小時的最高速度。根據英法海底隧道的安全要求，列車必須具備火災发生後30分鐘的續航能力，因此它們都配備了消防設施及防火門。

## 历史
在2010年10月7日于伦敦举行的一次新闻发布会上，欧洲之星宣布与制造商西门子签订了购买10组最高速度为320公里/小时的新式高速列车的谅解备忘录。总额为7亿英镑的投资额，其中包括对现有车队的现代化改造措施，将通过自有资金及银行融资完成。随后，新列车的合同价值据估算为7亿欧元。此外，将伦敦的米尔斯圣殿车厂进行改造以供日后维护374型动车组也是合同的一部分。
总部设于伦敦的欧洲之星是一家由法国（法国国家铁路持有55%的大多数股权）、英国和比利时的铁道业者共同出资建立的运输公司，其在此之前仅运营由法国制造商阿尔斯通所提供的TGV列车。因此来自德国的西门子公司在收到新列车的订单后即掀起了一场政治波澜，阿尔斯通立即对此次交易采取法律诉讼。
阿尔斯通向高等法院申请的临时禁止令在经过4天的聆讯后，于2010年10月29日被驳回。欧洲之星在辩解中声称，其在平等待遇、透明度及非歧视的权利均受到了侵犯。在整个招标过程中，西门子的标书在欧洲之星所制定的100项评分标准中获得了98分，被认为明显优于阿尔斯通（74分）。同时阿尔斯通的标书一直缺乏各方面的必要详细说明。
由于阿尔斯通在2010年11月10日再次向高等法院提起诉讼以反对欧洲之星的授予程序，因此后者与西门子签订合同被迫推迟。在同日进行的初步聆讯中，法院下令将基于呈堂的文件进行为期三周的公开审查程序。西门子及欧洲之星反对公开的要求则被驳回。2011年7月，西门子的标书在法庭上得到认可。然而，阿尔斯通在这场官司结束后转而继续提请赔偿损失的诉讼直至2012年4月，随后公司获得了来自法国国家铁路的新TGV Duplex列車的大额订单。
2010年12月3日，欧洲之星领导人尼古拉斯·佩特洛维奇（Nicolas Petrovic）与西门子首席执行官罗旭德在伦敦签署了10组高速列车的供货合同。在与西门子的合同签署前，法国国家铁路的两名代表重返欧洲之星监事会。
为了履行合同，英法海底隧道的规定也将及时为适应分散式动力的应用而作出修订。2011年3月21日，欧洲铁路局根据Velaro列车的运行情况对动力分散式列车给予了正面评价。2011年6月，英法隧道安全委员会IGC（Intergovernmental Commission，即政府间委员会）也同意按欧洲铁路局的技术要求作为决策方针。
2011年10月，列车的首个框架部件开始在西门子的乌丁根工厂生产。2012年12月，首列动车组抵达韦格贝格-韦登拉特试验中心。自2013年3月20日起，一列完整16节编组的列车开始在韦格贝格-韦登拉特进行试运行。
2013年7月，首列动车组完成了在比利时的试运行。还有一组列车在2013年12月前于法国进行试运行。

## 运营
列车原本应自2014年起投入运营，但交付日期已被推迟了好几次；根据最近于2013年2月的媒体报道，列车最早的交付日期将从2015年推迟至2016年。据西门子提供的资料显示，它们低估了合同的复杂性。该公司表示没有明确的交付时间表，并建立了合同延误的预防性机制。

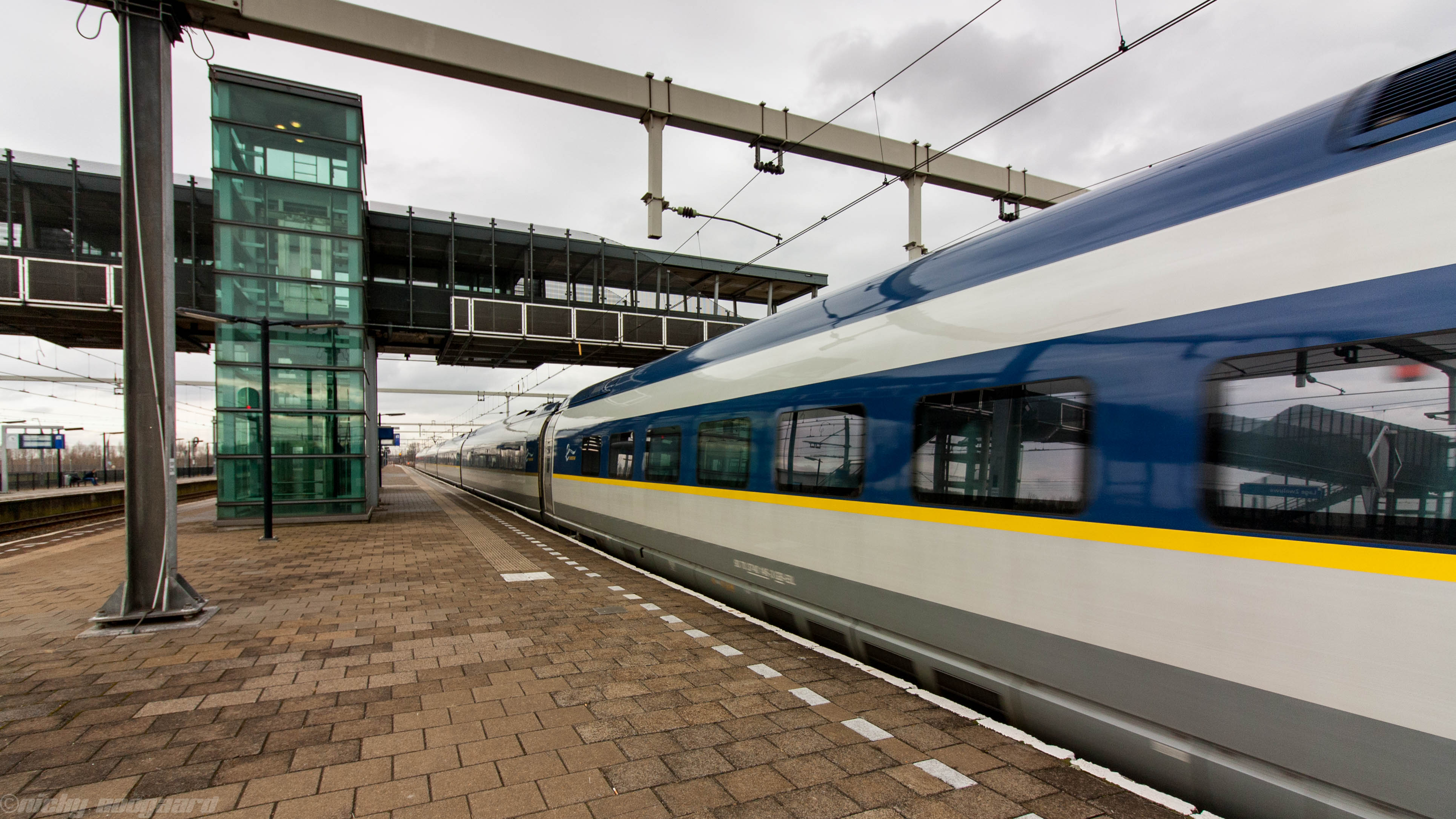

欧洲之星将根据这些列车拓展自身的运营网络及通达目的地。2013年9月，欧洲之星宣布计划自2016年12月起利用新的E320列车开办伦敦至阿姆斯特丹之间的服务。列车每日对开两班，并在中途停靠安特卫普、鹿特丹及史基浦机场等地。据报载，列车在未来也将运行前往法兰克福。